# عبد الملك الميموني
عَبْدُ الْمَلِكِ بْنُ عَبْدِ الْحَمِيدِ بْنِ عَبْدِ الْحَمِيدِ بْنِ مَيْمُونِ بْنِ مِهْرَانَ الْمَيْمُونِيُّ الرَّقِّيُّ تلميذ الإمام أحمد، ومن كبار الأئمة وكان عالم الرقة، ومفتيها في زمانه وحَدَّث عنه: النَّسَائي فِي سُنَنِهِ وَوَثَّقَهُ. ولازم أحمد أكثر من عشرين سنة. وقال أبو بكر الخلال لما ذكره في أصحاب أحمد: «جليل القدر، كان سنة يوم مات دون المائة سنة، فقيه البدن، كان أحمد يكرمه ويفعل معه ما لا يفعله مع أحد غيره، قال لي: صحبت أبا عبد الله على الملازمة من سنة خمس ومائتين إلى سنة سبع وعشرين، قال: وكنت بعد ذلك أخرج وأقدم عليه الوقت بعد الوقت، وكان أبو عبد الله يقول لي: ما أصنع بأحد ما أصنع بك. وكان يسأله عن أخباره ومعاشه ويحثه على إصلاح معيشته ويعتني به عناية شديدة، وسمعته يقول: ولدت سنة إحدى وثمانين ومائة».

## قالوا عنه
- قال الذهبي:[4] | عبد الملك الميموني | وكان عالم الرقة، ومفتيها في زمانه. | عبد الملك الميموني |
- قال أبو بكر الخلال:[5] | عبد الملك الميموني | الإمام في أصحاب أحمد جليل القدر كان سنه يوم مات دون المائة فقيه البدن كان أحمد يكرمه ويفعل معه ما لا يفعله مع غيره قال لي صحبت أبا عبد الله على الملازمة من سنة خمس ومائتين إلى سنة سبع وعشرين. قال وكنت بعد ذلك أخرج وأقدم عليه الوقت بعد الوقت قال: وكان أبو عبد الله يضرب لي مثل ابن جريج في عطاء من كثرة ما أسأله ويقول لي ما أصنع بأحد ما أصنع بك وعنده عن أبي عبد الله مسائل في ستة عشر جزءًا منها جزأين كبيرين بخط جليل مائة ورقة إن شاء الله أو نحو ذلك لم يسمعه منه أحد غيري فيما علمت من مسائل لم يشركه فيها أحد كبار جياد تجوز الحد في عظمتها وقدرها وجلالتها. | عبد الملك الميموني |

## علمه بالحديث
سمع عبد الملك الميموني الحديث عن كلًا من :
| - إسحاق بن يوسف الأزرق - حجاج بن محمد - محمد بن عبيد الطنافسي | - روح بن عبادة - مكي بن إبراهيم - عبد الله القعنبي |

وحدث عنه الحديث كلًا من :
| - النسائي في «سننه» ووثقه - أبو عوانة الإسفراييني - أبو بكر بن زياد النيسابوري | - أبو علي محمد بن سعيد الحراني - محمد بن المنذر شكر - إبراهيم بن محمد بن متويه |

## وفاته
مات في شهر ربيع الأول، سنة 274 هـ وهو في عشر المائة.

## وصلات خارجية
- كتاب مسائل الإمام أحمد بن حنبل الفقهية برواية عبد الملك بن عبد الحميد الميموني للشيخ ماهر المعيقلي.
- سير أعلام النبلاء للذهبي ـ الطبقة الرابعة عشر ـ على موقع إسلام ويب.